# 科內日諾河畔里赫諾夫縣
50°09′48″N 16°16′29″E / 50.16333°N 16.27472°E

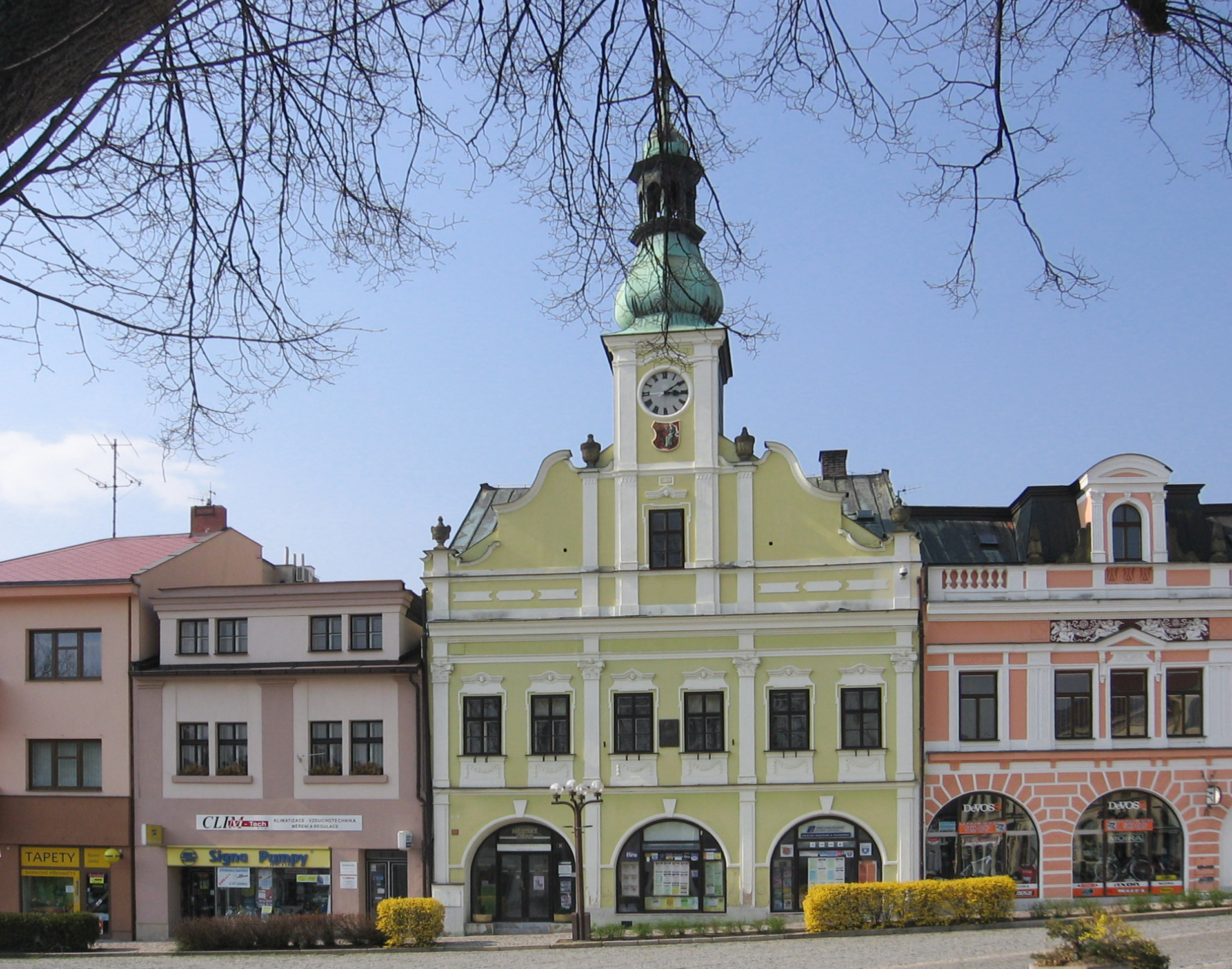

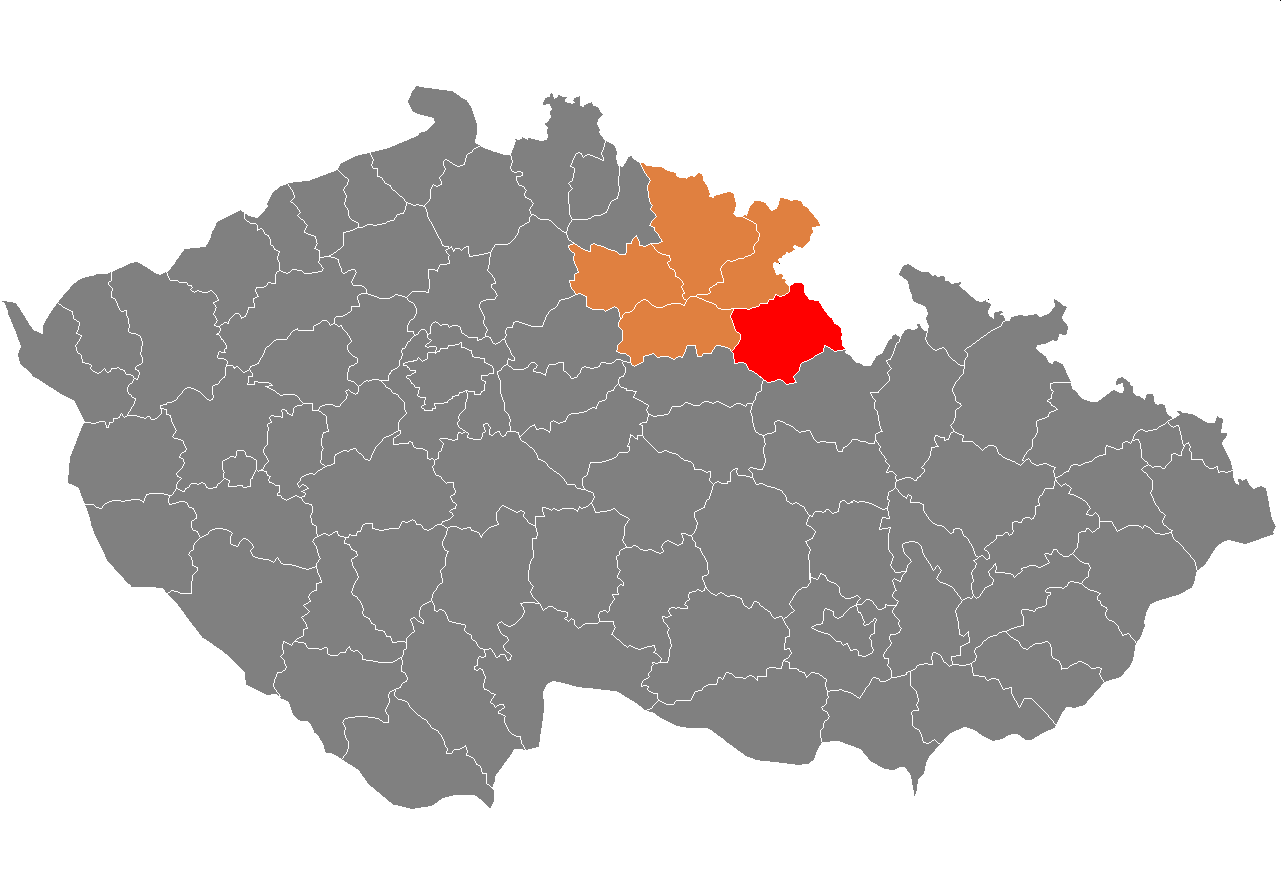

科內日諾河畔里赫諾夫縣（捷克語：Okres Rychnov nad Kněžnou），是捷克的縣份，位於該國北部，由赫拉德茨-克拉洛韋州負責管轄，首府設於科內日諾河畔里赫諾夫，面積982平方公里，2007年人口78,640，人口密度每平方公里80人。